# Virginie Korte-van Hemel
Virginie Norbertina Maria Korte-van Hemel (Bergen op Zoom, 8 mei 1929 – Bussum, 3 april 2014) was een Nederlandse politica. Ze was namens het CDA lid van de Tweede Kamer en Eerste Kamer en in de kabinetten Lubbers I en Lubbers II staatssecretaris van Justitie.

## Levensloop
Korte-van Hemel studeerde van 1950 tot 1955 rechten aan de Rijksuniversiteit Utrecht. Kort na haar afstuderen trouwde ze met Herman Korte. Van 1955 tot 1977 was zij werkzaam als advocaat en procureur in haar woonplaats Bussum. Ze werd politiek actief binnen de KVP en in 1966 werd ze gekozen tot lid van de gemeenteraad van Bussum. Van 1970 tot 1974 was ze wethouder.
In 1977 stond Korte-van Hemel namens het CDA kandidaat voor de Tweede Kamer en werd ze gekozen. Ze hield zich in het parlement vooral bezig met justitieaangelegenheden en aangelegenheden inzake het defensiepersoneel. In 1982 werd ze staatssecretaris op het departement Justitie, belast met het vreemdelingenbeleid, jeugdbescherming en het gevangeniswezen. Ze had het in deze functie aanvankelijk erg moeilijk door bezuinigingen op het gevangeniswezen. In 1984 bracht ze een nieuwe Wet op het Nederlanderschap tot stand, ter vervanging van een wet uit 1892. In de nieuwe wet behoefden naturalisaties niet meer bij afzonderlijke wet te worden geregeld en werd er een inburgeringsvereiste geïntroduceerd. In 1986 bracht Korte-van Hemel met de ministers Hans van den Broek en Elco Brinkman een Nota Vreemdelingenbeleid uit. Hierin werden maatregelen aangekondigd om de asielprocedures te verkorten en om economische vluchtelingen te weren. Daarentegen ging ze "echte vluchtelingen" uitnodigen naar Nederland te komen om een nieuw leven te beginnen. In die tijd waren dat vooral Vietnamese bootvluchtelingen. In 1989 diende ze een wetsvoorstel in tot complete herziening van de Vreemdelingenwet.
Na het staatssecretariaatschap was Korte-van Hemel korte tijd lid van de Eerste Kamer. Op 1 november 1992 werd ze lid van de Raad van State in buitengewone dienst. Op 1 juni 1999 nam ze afscheid van deze functie.

### Persoonlijk
De rooms-katholieke Korte-van Hemel was een dochter van de componist Oscar van Hemel. Haar echtgenoot Herman Korte was net als zij advocaat en politicus; hij was gedeputeerde in de Provinciale Staten van Noord-Holland. Het echtpaar kreeg vier kinderen. Onder hen de theologe dr. Annemarie Korte (1957).

## Onderscheiding
- Commandeur in de Orde van Oranje-Nassau (20 november 1989)

- Biografisch Portaal: 53075855
- International Standard Name Identifier: 0000 0003 9436 1685
- Nederlandse Thesaurus van Auteursnamen: 126905339
- Parlement.com: vg09lli83lzn
- Virtual International Authority File: 288827331
- WorldCat: E39PBJwd9TvXM9kHFgq9cFXw4q